# أسباب الركود الاقتصادي الكبير
تسببت العديد من العوامل بشكل مباشر وغير مباشر في إحداث الركود الاقتصادي الكبير (الذي بدأ في عام 2008 بأزمة الرهن العقاري في الولايات المتحدة)، مع ترجيحات مختلفة لأسباب معينة وضعها خبراء الاقتصاد.
تشمل الأسباب الرئيسية لأزمة الرهن العقاري وما أعقب ذلك من ركود، اختلال التوازن التجاري الدولي ومعايير الإقراض المتساهلة التي ساهمت في ارتفاع مستويات الديون الأسرية في الدول المتقدمة والفقاعات العقارية التي انفجرت منذ ذلك الحين، وسياسات الإسكان الحكومية الأمريكية، والتنظيم المحدود للمؤسسات المالية غير الإيداعية. بمجرد بداية الركود، كانت محاولات التصدي له مختلفة بدرجات نجاح متفاوتة. شمل ذلك السياسات المالية للحكومات، والسياسات النقدية للبنوك المركزية، والتدابير الموضوعة لمساعدة المستهلكين المديونين على إعادة تمويل ديون الرهون العقارية، والنهج المتضاربة المستخدمة من قبل الدول لإنقاذ الصناعات المصرفية المتعثرة وحاملي السندات الخاصة، بافتراض أعباء الديون الخاصة أو توزيع الخسائر على المجتمع.
تبدأ أحد الروايات التي تصف أسباب الأزمة بزيادة كبيرة في المدخرات المتاحة للاستثمار أثناء الفترة 2000-2007، عندما زاد المجمع العالمي لسندات الضمان ثابتة الدخل من نحو 36 تريليون دولار في عام 2000 إلى 80 تريليون دولار بحلول عام 2007. زاد هذا «المجمع المالي الضخم» مع دخول المدخرات من الدول النامية سريعة النمو أسواق المال العالمية. سعى المستثمرون الباحثون عن عائدات أعلى من تلك التي تقدمها سندات الخزينة الأميركية إلى إيجاد بدائل عالميًا.
أربك الإغراء الذي وفرته هذه المدخرات المتاحة بسهولة، آليات الرقابة السياسية والتنظيمية لدولة تلو الأخرى، مع وضع المقرضين والمقترضين هذه المدخرات للاستخدام، ما ولّد فقاعة اقتصادية تلو الأخرى في مختلف أنحاء العالم.
رغم انفجار هذه الفقاعات التي أدت إلى انحدار أسعار الأصول (مثل الإسكان والممتلكات التجارية)، بقيت الديون المستحقة على المستثمرين العالميين بالسعر الكامل، ما ولّد التساؤلات بشأن الملاءة المالية للمستهلكين والحكومات والأنظمة المصرفية. يترتب على هذا العبء من الديون إبطاء الاستهلاك وبالتالي النمو الاقتصادي، ويشار إليه بـ «ركود الميزانية العمومية» أو انكماش الدين.
أدى هبوط أسعار الأصول (مثل السندات المدعمة برهون عقارية) خلال عامي 2007 و2008 إلى حدوث ما يعادل الاندفاع لسحب الودائع المصرفية في الولايات المتحدة، والتي تضم المصارف الاستثمارية وغيرها من الكيانات المالية غير الإيداعية. نما هذا النظام لينافس نظام الإيداع من حيث الحجم، ولكنه لم يخضع لنفس الضمانات التنظيمية. خفضت البنوك المتعثرة في الولايات المتحدة وأوروبا الإقراض مسببة أزمة الائتمان. ولم يعد بوسع المستهلكين وبعض الحكومات الاقتراض والإنفاق على مستويات ما قبل الأزمة. خفضت الشركات أيضًا استثماراتها مع تعثر الطلب وانخفاض القوى العاملة لديها. زاد ارتفاع معدلات البطالة بسبب الركود من صعوبة وفاء المستهلكين والبلدان بالتزاماتهم. أدى هذا إلى ارتفاع خسائر المؤسسات المالية، ما فاقم أزمة الائتمان، وبالتالي خلق حلقة ارتجاع عكسية.
أبلغت لجنة التحقيق بشأن الأزمة المالية الأمريكية عن النتائج التي توصلت إليها في يناير 2011. خلّص التقرير إلى أن «الأزمة كان من الممكن تجنبها وكان سببها: الإخفاقات واسعة النطاق في التنظيم المالي، بما في ذلك فشل بنك الاحتياطي الفدرالي في وقف موجة الرهن العقاري السام، والانهيارات الهائلة في حوكمة الشركات بما في ذلك العديد من الشركات المالية التي تعمل بتهور وتتعرض لمخاطر كبيرة للغاية، ومزيج متفجر من الاقتراض المفرط والمخاطر من قبل الأسر الأمريكية ووول ستريت، الذي وضع النظام المالي على مسار تصادمي مع الأزمة، وكبار صناع السياسات غير المستعدين للأزمة، والذين يفتقرون إلى الفهم الكامل للنظام المالي الذي أشرفوا عليه، والانتهاكات المنهجية في المساءلة والأخلاق على جميع المستويات».

## نظرة عامة
كان السبب المباشر أو التقريبي للأزمة في عام 2008، الفشل أو خطر فشل المؤسسات المالية الكبرى على مستوى العالم، بدءًا بإنقاذ بنك بير ستيرنز الاستثماري في مارس 2008، وفشل ليمان براذرز في سبتمبر 2008. استثمرت العديد من هذه المؤسسات في سندات الضمان الخطرة التي فقدت الكثير من قيمتها أو جميعها عندما بدأت فقاعات الإسكان في الولايات المتحدة وأوروبا بالانكماش أثناء الفترة 2007-2009، اعتمادًا على الدولة. علاوة على ذلك، أصبحت العديد من المؤسسات تعتمد على أسواق التمويل قصيرة الأجل (بين عشية وضحاها) المعرضة للتعطيل.
يشتمل أصل هذه الفقاعات السكنية على عاملين رئيسيين: أولًا انخفاض أسعار الفائدة في الولايات المتحدة وأوروبا في أعقاب الركود الأمريكي 2000-2001، وثانيًا النمو الكبير في المدخرات المتاحة من الدول النامية بسبب الاختلالات التجارية المستمرة. أدت هذه العوامل إلى زيادة كبيرة في الطلب على الاستثمارات ذات العائد المرتفع. ربطت البنوك الاستثمارية الكبيرة أسواق الإسكان بهذا الكم الهائل من المدخرات من خلال سندات ضمان جديدة مبتكرة، ما أدى إلى نشوء فقاعات الإسكان في الولايات المتحدة وأوروبا.
خفضت العديد من المؤسسات معايير الائتمان للاستمرار في تغذية الطلب العالمي على سندات الرهن العقاري، ما ولّد أرباحًا هائلة تقاسمها المستثمرون الذين تقاسموا المخاطر أيضًا. عندما نشأت الفقاعات؛ ارتفعت مستويات الديون الأسرية بشكل حاد بعد عام 2000 عالميًا. أصبحت الأسر تعتمد على قدرتها على إعادة تمويل رهنها العقاري. علاوة على ذلك، كانت الأسر الأمريكية تمتلك رهونًا عقارية ذات أسعار قابلة للتعديل، كانت ذات أسعار فائدة أولية ومدفوعات منخفضة ارتفعت فيما بعد. عندما أوقفت أسواق الائتمان العالمية أساسًا تمويل الاستثمارات المتعلقة بالرهن العقاري في الفترة 2007-2008؛ لم يعد مالكو المنازل الأمريكية قادرين على إعادة التمويل وعجزوا عن السداد بأرقام قياسية، ما أدى لانهيار سندات الضمان المدعمة بالرهن العقاري المهيمن على النظام الآن.
أدلى رئيس مجلس الاحتياطي الفيدرالي، بن برنانكي، بشهادته في سبتمبر 2010 بشأن أسباب الأزمة. كتب أن هناك صدمات أو دوافع (أي أحداث معينة أثرت على الأزمة) وقد أدّت نقاط الضعف (أي الضعف الهيكلي في النظام المالي، والتنظيم والإشراف) إلى تضخيم الصدمات. من بين أمثلة المسببات: الخسائر في سندات الرهن العقاري التي بدأت في عام 2007، والاندفاع لسحب الودائع المصرفية من نظام الظل المصرفي الذي بدأ في منتصف عام 2007، والذي أثر سلبًا على أداء أسواق المال. من بين الأمثلة على نقاط الضعف في القطاع الخاص: اعتماد المؤسسات المالية على مصادر غير مستقرة للتمويل قصير الأجل مثل اتفاقيات إعادة الشراء أو الريبو، وأوجه القصور في إدارة مخاطر الشركات، والإفراط في استخدام الروافع المالية (الاقتراض للاستثمار)، والاستخدام غير اللائق للمشتقات المالية كأداة لخوض المجازفات المفرطة. من أمثلة أوجه الضعف في القطاع العام ما يلي: الثغرات القانونية والصراعات بين الجهات التنظيمية، والاستخدام غير للفعال للسلطة التنظيمية، والقدرات غير الفعالة لإدارة الأزمات. ناقش بيرنانكي أيضًا المؤسسات «الأكبر من أن تفشل»، والسياسة النقدية، والعجز التجاري.
قدّر خبراء الاقتصاد المشمولون في استطلاع أجرته جامعة شيكاغو، العوامل التي أدت إلى الأزمة حسب أهميتها. شملت النتائج: أولًا التنظيم والإشراف المعيب للقطاع المالي، ثانيًا الاستهانة بالمخاطر في الهندسة المالية (مثل التزامات الديون المضمونة)، ثالثًا الاحتيال في الرهن العقاري والمحفزات السيئة، رابعًا قرارات التمويل قصيرة الأجل وما يقابلها من حالات سحب الودائع الاندفاعية في تلك الأسواق (مثل الريبو)، خامسًا إخفاق وكالة تقييم الائتمان.
أفاد تقرير الأغلبية الصادر عن لجنة التحقيق بشأن الأزمة المالية الأمريكية (بدعم من ستة معينين ديمقراطيين دون مشاركة الجمهوريين) بالنتائج التي توصلت إليها في يناير 2011. خلصت إلى أن «الأزمة كان من الممكن تجنبها وكان سببها: الإخفاقات واسعة النطاق في التنظيم المالي، بما في ذلك فشل بنك الاحتياطي الفدرالي في وقف موجة الرهن العقاري السام، والانهيارات الهائلة في حوكمة الشركات بما في ذلك العديد من الشركات المالية التي تعمل بتهور وتتعرض لمخاطر كبيرة للغاية، ومزيج متفجر من الاقتراض المفرط والمخاطر من قبل الأسر الأمريكية ووول ستريت، الذي وضع النظام المالي على مسار تصادمي مع الأزمة، وكبار صناع السياسات غير المستعدين للأزمة، والذين يفتقرون إلى الفهم الكامل للنظام المالي الذي أشرفوا عليه، والانتهاكات المنهجية في المساءلة والأخلاق على جميع المستويات».